# باشگاه فوتبال لاریسا
باشگاه فوتبال آ.ای لاریسا (به یونانی: Αθλητική Ένωση Λάρισας, Athletic Union of Larissa) یک باشگاه فوتبال در شهر لاریسا در یونان می‌باشد که در سوپر لیگ فوتبال یونان بازی می‌کند.
این باشگاه در تاریخ ۱۷ مه ۱۹۶۴ تأسیس شده‌است.